# 矢村央希
矢村 央希（やむら ひろき、2008年8月31日 - ）は日本の子役である。ワイケーエージェント所属。

## 出演

### テレビドラマ
- 新参者 第2・4話（2010年、TBS）アサミの息子 役
- 平清盛 第19・20・23話（2012年、NHK）今若丸 役
- 鍵のかかった部屋 第2話（2012年、フジテレビ）
- 緑川警部シリーズ 第4作「緑川警部 VS 33分の勇気」（2012年、TBS）緑川正義 役
- ガリレオ2（2013年、フジテレビ）プレイルームの子供 役
- 警視庁捜査一課9係 season9スペシャル（2014年、テレビ朝日）井川竜太 役
- 保育探偵25時 〜花咲慎一郎は眠れない!!〜（2015年、テレビ東京）ケイジ 役
- 医師たちの恋愛事情 第6話 - 第9話（2015年、フジテレビ）高橋悠馬 役
- スミカスミレ 45歳若返った女 第4話（2016年、テレビ朝日）芳江の孫 役[2]
- 僕とシッポと神楽坂（2018年10月 -、テレビ朝日） - 加瀬大地 役[3]

### CM
- 江崎グリコ
- タカラトミー
- 富士通
- ブリヂストン
- 山崎製パン
- ユー・エス・ジェイ、ユニバーサル・スタジオ・ジャパン（2015年）